# Stazione di Teradachō
La stazione di Teradachō (寺田町駅?, Teradachō-eki) è una delle stazioni della Linea Circolare di Ōsaka in Giappone.

## Linee

### Treni
- JR West
  - Linea Circolare di Ōsaka